# This Ugly and Beautiful World
This Ugly and Beautiful World (この醜くも美しい世界, Kono minikuku mo utsukushii sekai, litt. Ce monde à la fois superbe et horrible) est un anime de 12 épisodes, réalisé par Shōji Saeki pour les studios Gainax et diffusé pour la première fois au Japon en 2004.
Fêtant les 20 ans des studios Gainax, cet anime comporte un certain nombre de clins d'œil aux anciennes production de la compagnie, notamment Neon Genesis Evangelion, Onegai Teacher et Mahoromatic.

## Synopsis
Takeru et Ryō, deux amis d'enfance travaillent au magasin de l'oncle et de la tante de Takeru. Un soir, alors qu'ils font une course, une étrange lumière les approche. Elle est splendide et file à côté d'eux. Elle monte dans le ciel et se disperse en deux endroits différents.
Les deux jeunes garçons décident d'aller voir ce qui s'est passé. Ils y découvrent une jeune fille nue du nom d'Hikari. Elle ne semble pas savoir parler.
Quelques minutes après cette étrange rencontre, un monstre apparait et Takeru essaye de proteger l'inconnue.

## Anime

### Fiche technique
- Diffusé du 1er avril 2004 au 17 juin 2004 sur Animate.tv, Animax, BS-i et TBS
- Produit entre autres par: GAINAX, Geneon Entertainment, Shaft
- Distribution : ADV Films (A.D. Vision) USA

### Musique

#### Génériques
| This Ugly and Beautiful World (この醜くも美しい世界) | This Ugly and Beautiful World (この醜くも美しい世界) | This Ugly and Beautiful World (この醜くも美しい世界) | This Ugly and Beautiful World (この醜くも美しい世界) | This Ugly and Beautiful World (この醜くも美しい世界) | This Ugly and Beautiful World (この醜くも美しい世界)                        |
| Début                                                | Début                                                | Début                                                | Fin                                                  | Fin                                                  | Fin                                                                         |
| Épisodes                                             | Titre                                                | Artiste                                              | Épisodes                                             | Titre                                                | Artiste                                                                     |
| ---------------------------------------------------- | ---------------------------------------------------- | ---------------------------------------------------- | ---------------------------------------------------- | ---------------------------------------------------- | --------------------------------------------------------------------------- |
| 1–12                                                 | metamorphose                                         | Youko Takahashi (高橋洋子, Takahashi Youko)          | 1–11                                                 | Natsuiro no kakera (夏色のカケラ)                    | Youko Ishida (石田燿子, Ishida Youko)                                       |
| 1–12                                                 | metamorphose                                         | Youko Takahashi (高橋洋子, Takahashi Youko)          | 12                                                   | Kimi ni aete (キミニアエテ)                          | Ayako Kawasumi et Ai Shimizu (川澄綾子&清水愛, Kawasumi Ayako & Shimizu Ai) |